# هنري سيسنيروس
هنري غابرييل سيسنيروس (بالإنجليزية: Henry Cisneros)‏ (ولد في 11 يونيو 1947)  هو سياسي ورجل أعمال أمريكي. شغل منصب عمدة سان أنطونيو في تكساس من 1981 إلى 1989، وهو ثاني عمدة لاتيني لمدينة أمريكية كبرى وأول عمدة لاتيني للمدينة منذ عام 1842 (عندما أجبر خوان سيغين على ترك منصبه). سيسنيروس عضو في الحزب الديمقراطي، وشغل منصب الوزير العاشر للإسكان والتنمية الحضرية في إدارة الرئيس بيل كلينتون في الفترة من 1993 إلى 1997.  وبصفته وزير التنمية البشرية، ينسب له بدء تنشيط العديد من مشاريع الإسكان العام. وبصفته ممثلا لرئيس البلاد في المدن، عمل سيسنيروس شخصيا في أكثر من مائتي مدينة موزعة على جميع الولايات الخمسين.  قرر سيسنيروس ترك منصبه وعدم الترشح له في ولاية كلينتون الثانية، إلا أن مسيرته غطى عليها الجدل الذي تبع دفعه المال لعشيقته السابقة.
خدم سيسنيروس أربع فترات كعمدة لمسقط رأسه سان أنطونيو قبل شغله لمنصب الوزير. تم انتخابه لأول مرة لولاية مدتها سنتان في عام 1981. وعمل سيسنيروس في منصب العمدة على إعادة بناء القاعدة الاقتصادية للمدينة، حيث عقد العقود مع الأعمال، واجتذاب صناعات التكنولوجيا الحديثة، واهتم بالسياحة، وعمل على جلب المزيد من فرص العمل إلى سان أنطونيو.  وقبل انتخابه عمدة للمدينة، انتخب سيسنيروس لمدة ثلاث سنوات في مجلس المدينة والذي عمل فيه من عام 1975 إلى 1981.
طوال حياته المهنية في السياسة والأعمال، ظل سيسنيروس نشطا في مجال التنمية السكنية والتنشيط الحضري. سيسنيروس هو أيضا ناشط ضمن المجتمع اللاتيني. كان ولا يزال يعمل في مجالس الشركات، فضلا عن رئاسة العديد من المجالس غير الربحية لتعزيز مصالح اللاتينيين والمهاجرين. قام سيسنيروس بتأليف أو تحرير في العديد من الكتب أو تعاون في تأليفها، وهو متحدث عام ذو شعبية كبيرة.
بعد تركه منصبه العام، شغل سيسنيروس منصب الرئيس ومدير العمليات لشبكة يونيفيسيون باللغة الاسبانية من 1997 إلى 2000 قبل تشكيل أمريكان سيتي فيستا للعمل مع بناة المنازل في البلاد لصنع المنازل بأسعار تناسب الأسر المتوسطة. تطورت تلك الشركة لتصبح سيتيفيو  حيث يشغل سيسنيروس حاليا رئيس مجلس الإدارة. وهو حاليا شريك في الشركة المصرفية الاستثمارية سيبرت براندفورد شانك وشركاه. 
ويشارك سيسنيروس في رئاسة لجنة الإسكان التابعة لمجلس الحزبين ولجنة العمل المعنية بالهجرة. 

## التعليم
تعلم في جامعة تكساس إيه اند إم، وكلية كينيدي بجامعة هارفارد، وجامعة هارفارد، وجامعة جورج واشنطن.